# B.N.R.
B.N.R.은 허인창과 MasterKey로 이루어진 대한민국의 2인조 힙합 팀이다. 2010년 결성되었으며 10월 〈그저 그런 얘기〉로 데뷔하였다. 현재 브랜뉴 뮤직 소속이다. B.N.R.은 Brand New Radio를 뜻한다.

## 역사
1997년 X-Teen의 멤버로 데뷔한 허인창은 2000년 X-Teen의 해체 이후 가요계에서 랩 피쳐링 활동 및 Hoony Hoon과의 프로젝트 팀 Soul-A-Beat 활동, 2005년 솔로 싱글 발표를 거쳐 2008년 자신의 레이블 그레이트5레코드를 설립하고 솔로 앨범 Again을 발표하였다. 그러나 이 앨범은 큰 성공을 거두지는 못하였다. 이후 허인창은 브랜뉴 스타덤으로 거처를 옮겼으며 여기서 솔로 앨범을 준비하였다.
한편 브랜뉴 스타덤의 초창기부터 대표 프로듀서 중 한 명으로 활동해온 MasterKey는 이전부터 서인영, 솔비의 음반에 도움을 주면서 경력을 쌓아갔으며, 허인창의 입단과 함께 그와 인연을 처음 맺었다. 이들의 눈에 띄는 콜라보는 없었으나, 2010년 6월 MTV 락엠하드 시즌 2를 통해 브랜뉴 프로덕션이 소개될 때 둘의 그룹 "B.N.R."이 처음 소개되었다. 이들의 첫 공식 데뷔는 〈그저 그런 얘기〉로 2010년 10월 발표되었는데, 원래 조PD가 작업하려던 곡을 허인창이 작업하게 된 것으로 화제가 되기도 하였다.
이후 2011년 10월 미니 앨범을 한 장 발표하였으며, 타이틀곡 〈사랑을 글로 배워서〉로 활동하였다. 이 곡의 뮤직비디오에는 가수 Lyn이 처음으로 연기를 선보여서 약간의 이슈가 되었다.
2013년에는 두번째 미니 앨범 《돌이킬 수 없는》의 타이틀곡 〈아무 말도 없었다〉에서는 2009년 이후 국내 공식 활동이 없었던 앤이 피쳐링으로 참여하여 다시 한 번 이슈가 되었다.
대표곡: 〈그저 그런 얘기〉, 〈압구정 골목길〉, 〈사랑을 글로 배워서〉, 〈아무 말도 없었다〉

## 디스코그래피
- 2010년 《그저 그런 얘기》 디지털 싱글
- 2011년 《압구정 골목길》 디지털 싱글
- 2011년 Purple Sunset 미니 앨범
- 2012년 《울다 웃다 미치다》 디지털 싱글
- 2013년 《흔들렸어》 디지털 싱글
- 2013년 《돌이킬 수 없는》 미니 앨범